# ميكويان ميج-29 إم
الميكويان ميج-29 إس.إم.تي (روسي: Микоян МиГ-33) (لقب الناتو: "Fulcrum-E") هي نسخة مطورة ومحدثة من المقاتلة ميج-29. للإس.إم.تي مدى أبعد من الميج-29 كما أنها تعد مقاتلة متعددة المهام.

## التطوير والتصميم
لم يكن للميج-29 العادية قدرات مميزة في الهجوم الأرضي سوى إلقاء القنابل والصواريخ غير الموجهة. أما الإس.إم.تي فمزودة برادار طراز «چوك» الذي أعطاها القدرة على إطلاق الصواريخ جو-أرض على الأهداف الأرضية. كما أن من ضمن عيوب الميج-29 الرئيسية هي قصر مداها القتالي، فعدلت الطرازات المطورة منها وخصوصا الإس.إم.تي لتحمل وقوداً أكثر. تظهر الميج-29 إس.إم.تي قدرات جديدة على استهداف وضرب الأهداف الجوية والأرضية بواسطة الصواريخ الموجهة جو-جو وجو-أرض مما جعلها تجمع بين دوري المقاتلة متعددة المهام والمقاتلة-القاذفة.
تعد الميج-29 إس.إم.تي تحديثا مباشرا للميج-29 كمقاتلة الصف الأول. للإس.إم.تي مدى أبعد نظرا لقدرتها الأكبر على حمل الوقود وتجهيزها بنظام للتزود بالوقود جواً. كما تم زيادة عمر الطائرة والمحرك بشكل كبير وتم تخفيض تكاليف صيانة الطائرة وطاقم العمل المطلوب لذلك.
يعد الاختلاف الرئيسي لهذه الطائرة والميزة الأساسية عن الميج-29 هي قدرتها على التعامل مع الأهداف الجوية والأرضية والبحرية باستخدام صواريخ موجهة عالية الدقة، مما جعلها مقاتلة متعددة المهام تجمع بين وظائف مقاتلة التفوق الجوي والمقاتلة القاذفة.

## التسليح
بنيت أنظمة الميج-29 إس.إم.تي على أساس الرادار المتطور «زهوك» المتعدد المهام والذي يستطيع تحديد الأهداف الجوية والأرضية. كما يستطيع الطيار باستخدام نظام هوتاس التحكم في الطائرة واستهداف العدو وإطلاق الأسلحة دون الحاجة لأن يرفع يده عن عصا التحكم.
لدى الميج-29 إس.إم.تي 6 أماكن تحت الأجنحة لحمل الأسلحة بالإضافة إلى مكان في بطن الطائرة. وتستطيع حمل 5,000 كجم من الحمولة الخارجية، بما فيها الصاروخ جو-جو قصير المدى فيمبل أر-73 الموجهة بالأشعة تحت الحمراء، الصاروخ جو-جو متوسط المدى الفيمبل أر-77 ذو التوجيه النشط بالرادار، الصاروخ جو-جو متوسط المدى فيمبل أر-27 ذو التوجيه الشبه نشط بالرادار.

## المستخدمون
روسيا
- القوات الجوية الروسية تملك 28 طائرة ميغ-29 أس إم تي و 6 طائرات من نوع ميغ-29 يو بي تي.

 الهند
- تملك القوات الجوية الهندية عددا من طائرات ميغ-29 وتقوم بتحديثها إلى ميغ-29 إس إم تي.[1][2]

 مصر
- القوات المسلحة المصرية اشترت عدد 50 من مقاتلات MiG-29M و MiG-29M2 [3]القوات المسلحة

 الجزائر
- اشترت القوات المسلحة الجزائرية سربًا من 14 مقاتلة MiG 29M2.

## التصدير المحتمل للبلدان
سيتم تسليم القوات الجوية السورية عدد 24 طائرة ميغ29إم/إم2إس، حسبما ذكرت صحيفة جيروزليم بوست الإسرائيلية